# بروکسویل، شهرستان بلونت، آلاباما
بروکسویل (به انگلیسی: Brooksville) یک منطقهٔ مسکونی در ایالات متحده آمریکا است که در شهرستان بلونت، آلاباما واقع شده‌است. بروکسویل ۲۴۴٫۱۵ متر بالاتر از سطح دریا واقع شده‌است.